# Желтоголовый лесной уж
Желтоголовый лесной уж (лат. Hebius flavifrons) — вид змей семейства ужеобразных. Эндемик острова Борнео. Встречается на высоте до 1300 м, но более обычен на высотах около 500 м в первичных и вторичных лесах. Взрослые особи достигают длины 54 см, из которых около 18 см приходится на длину хвоста. Основу рациона составляют икра, головастики и взрослые особи лягушек.